# Гідроцефалія
Гідроцефалія (від дав.-гр. ὕδωρ — вода та κεφαλή — голова; водя́нка головно́го мо́зку) — захворювання, що характеризується надлишковим накопиченням цереброспінальної рідини у шлуночковій системі головного мозку в результаті ускладнення її переміщення від місця секреції (шлуночки головного мозку) до місця абсорбції до кровоносної системи (субарахноїдальних цистерн / субарахноїдального простору) — окклюзійна гідроцефалія, або в результаті порушення абсорбції — арезорбти́вна гідроцефалія.

## Класифікація
Питання класифікації та термінології гідроцефалії до кінця не вирішені. Загалом гідроцефалію можна класифікувати за причиною розвитку, механізмом розвитку, характером накопичення спинномозкової рідини, рівнем внутрішньочерепного тиску, клінічним перебігом.

### За механізмом розвитку
Найчастіше використовують запропоновану ще Уолтером Денді класифікацію гідроцефалії за механізмом розвитку. Розрізняють закриту (оклюзійну, таку, що не сполучається) та відкриту (таку, що сполучається) форми цього патологічного стану.
При закритій формі наявна перепона, яка розділяє шлуночки між собою або із підпавутинним простором та унеможливлює циркуляцію спинномозкової рідини між шлуночками чи її відтік до підпавутинного простору. Цією перепоною, наприклад, може бути пухлина чи кіста.
Через цей «поділ» виникає стан, коли в частині шлуночкової системи перед перешкодою відбувається надмірне накопичення спинномозкової рідини із розширенням шлуночків, а у частині шлуночкової системи опісля перешкоди розміри шлуночків залишаються нормальними. Залежно від рівня оклюзії закрита гідроцефалія може бути:
- моновентрикулярною, коли перешкода розміщена біля одного з отворів Монро, збільшується лише той шлуночок, отвір якого закритий;
- бівентрикулярною, коли перешкода локалізована біля обидвох отворів Монро чи в передній частині III шлуночка, збільшуються обидва бічні шлуночки;
- тривентрикулярною, коли ліквородинаміка порушена на рівні водопроводу мозку або IV шлуночка, збільшуються бічні та III шлуночки;
- тетравентрикулярною, коли відтік рідини унеможливлений на рівні отворів Люшка та отвору Мажанді, збільшуються усі шлуночки.

При відкритій гідроцефалії жодних оклюзій не виникає, проте накопичення у шлуночках та підпавутинному просторі виникає або через порушення реабсорбції спинномозкової рідини у пазухи твердої оболони, або через надмірне утворення спинномозкової рідини, або при поєднанні вище описаних процесів. Переважає перший механізм, лікворпродукуючі пухлини трапляються рідко (приблизно 5 % від усіх випадків гідроцефалії). Слід зауважити, що відкрита гідроцефалія є тетравентрикулярною.

### За причинами розвитку
За причинами розвитку розрізняють вроджену та набуту гідроцефалію.
Вроджена гідроцефалія пов'язана з дефектами внутрішньоутробного розвитку нервової системи, обумовленими як спадковими факторами, так і дією тератогенних чинників. Клінічно така форма гідроцефалії може проявлятися як під час внутрішньоутробного розвитку, одразу після народження чи в перші дні життя.
Вроджена гідроцефалія є сукупним етіологічно-клінічним поняттям. З неї можна виокремити фетальну гідроцефалію, коли гідроцефалія розвивається та проявляється у плода та неонатальну, коли гідроцефалія почала проявлятися у новонародженої дитини.
Набута гідроцефалія виникає у вже сформованій без дефектів нервовій системі, як наслідок іншої хвороби чи патологічного процесу (пухлинний процес, менінгіт, черепно-мозкова травма). Трапляється як у дітей, так і у дорослих. До набутої гідроцефалії відносять і гідроцефалію, яка виникла внаслідок пологової травми (проте, існує протилежна думка, відповідно до якої, гідроцефалія, яка виникла через перинатальний травматизм, належить до вродженої гідроцефалії).

### За рівнем внутрішньочерепного тиску
За рівнем внутрішньочерепного тиску гідроцефалію поділяють на гіпертензивну (внутрішньочерепний тиск підвищений), нормотензивну (коли внутрішньочерепний тиск знаходиться в діапазоні нормальних показників) та гіпотензивну (коли внутрішньочерепний тиск є зниженим).
Найчастіше гідроцефалія буває гіпертензивною і супроводжується відповідною симптоматикою внутрішньочерепної гіпертензії. При нормотензивній гідроцефалії відбувається надмірне накопичення спинномозкової рідини у шлуночках, але при цьому внутрішньочерепний тиск не зростає. Таку форму гідроцефалії поділяють на первинну, або ідіопатичну, коли причина її розвитку невідома, та вторинну, коли відома причина розвитку такої форми гідроцефалії (менінгіт, субарахноїдальний крововилив, тощо). Нормотензивна гідроцефалія клінічно супроводжується тріадою Хакіма. Дуже рідко трапляються випадки розвитку гіпотензивної гідроцефалії, причини розвитку якої залишаються нез'ясованими.

### За характером накопичення спинномозкової рідини
За характером накопичення спинномозкової рідини гідроцефалія може бути внутрішньою (накопичення спинномозкової рідини в шлуночках мозку), зовнішньою (накопичення спинномозкової рідини в підпавутинному просторі) та змішаною (накопичення спинномозкової рідини і в шлуночках, і в підпавутинному просторі).
Закрита гідроцефалія є внутрішньою гідроцефалією. Змішаною гідроцефалією є відкрита гідроцефалія на початку свого розвитку. Згодом відкрита гідроцефалія також стає суто внутрішньою гідроцефалією. Відкрита гідроцефалія також може починатися як зовнішня гідроцефалія, з поступовим переходом до змішаної та внутрішньої форм. Зовнішньою гідроцефалією також є доброякісна зовнішня гідроцефалія, яка зустрічається у маленьких дітей.

### Клінічна класифікація
Гідроцефалія за характером перебігу може бути гострою (яскрава симптоматика виникає протягом трьох днів), підгострою (ознаки гідроцефалії тривають та розвиваються протягом одного місяця) та хронічною (ознаки гідроцефалії тривають та розвиваються більше одного місяця).
Розрізняють прогресуючу, стаціонарну (стабілізовану) та регресуючу форми гідроцефалії. Про прогресуючу гідроцефалію говорять, коли клінічна картина наростає, шлуночки збільшуються у своїх розмірах, інструментальні методи дослідження вказують на атрофію головного мозку. При стабілізованій форми атрофії головного мозку не виникає, симптоматика не зростає. Регресуюча гідроцефалія проявляється зменшенням клінічних та інструментальних проявів гідроцефалії.
Прогресуюча гідроцефалія є де- або субкомпенсованою і потребує хірургічного лікування. Стаціонарна та регресуюча форми є компенсованими формами гідроцефалії і не потребує лікування.

## Причини

### Причини вродженої гідроцефалії

#### Аномалія Кіарі
Аномалія Кіарі — це вроджена вада розвитку нервової системи, при якій порушене правильне формування мозочка, його розміщення та співвідношення з довгастим мозком, шийним відділом спинного мозку та близько розташованими кістками. Існує чотири типи аномалії Кіарі; найчастіше гідроцефалія виникає при аномаліях 2-го та 3-го типів, значно рідше при 1-му та 4-му типі.

#### Синдром Денді— Вокера та пов'язані патології
Синдром Денді-Вокера може проявлятися трьома варіантами. У контексті гідроцефалії розглядають другий варіант, при якому наявна атрезія отворів Люшка та Мажанді, а отже виникає закрита гідроцефалія, при якій унеможливлюється відтік спинномозкової рідини з шлуночків до підпавутинного простору. Це відбувається при синдромі Аазе—Сміта, синдромі Ейкарді.

#### Вроджені вади, пов'язані зі стенозом водопроводу
Під L1-синдромом розуміють спадкове захворювання, яке пов'язане з мутацією гена L1CAM. Хвороба передається по рецесивному зчепленому з X-хромосомою типу успадкування, тобто майже завжди хворіють особини чоловічої статті. Клінічно ця мутація може по-різному проявлятися, тобто має різні фенотипи. Фенотипом цієї хвороби, при якому виникатиме гідроцефалія, є синдром Бікерса-Адамса-Едвардса, або зчеплений з X-хромосомою стеноз водопроводу.
Також описаний стеноз водопроводу, який передається за аутосомно-рецесивним типом.
Вроджений стеноз може поєднюватися з іншими спадковими хворобами та вадами розвитку, такими як нейрофіброматоз І типу, синдром Денді — Вокера, аномалія Кіарі, мальформація вени Галена.

### Причини набутої гідроцефалії
Набута гідроцефалія може виникнути при:
- менінгіті чи менінгоенцефаліті
- субарахноїдальному крововиливі
- саркоїдозі
- внутрішньошлуночковому крововиливі (перинатальна травма)

## Клінічна картина
Клінічна картина гідроцефалії залежатиме від ряду факторів:
- періоду, коли вона розпочалася (клінічна картина у дітей до 2 років та у старших дітей і дорослих різнитиметься, у дітей з вродженою гідроцефалією клінічна симптоматика добре виражена одразу з моменту народження);
- тривалості перебігу (чим довше триває гідроцефалія, тим багатша та серйозніша симптоматика);
- рівня внутрішньочерепного тиску (клінічна картина у хворих з внутрішньочерепною гіпертензією відрізнятиметься від такої у хворих з нормо- чи гіпотензивною гідроцефалією);
- наявності органічних ушкоджень, які можуть провокувати гідроцефалію (так, сторонні тіла, які стискають головний мозок, частіше дають спочатку вогнищеву симптоматику, а з плином часу провокують гідроцефалію).

### Гідроцефалія у дітей до 2 років

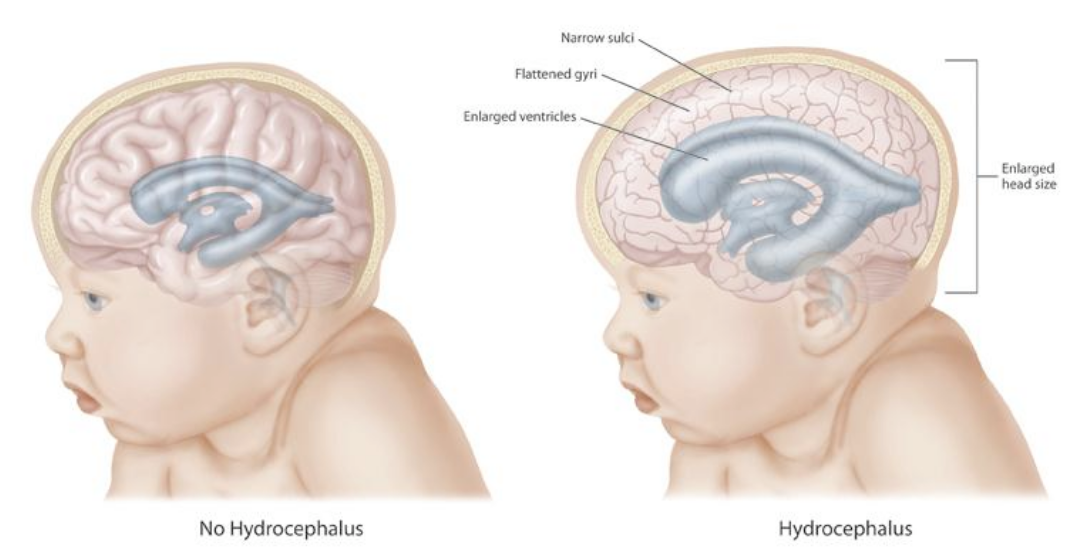
Схематичне зображення процесу збільшення голови у дитини з гідроцефалією

Початково гідроцефалія проявляється неспецифічною та маловиразною симптоматикою.
Найхарактернішою ознакою для хворих цього вікового періоду є збільшення обводу голови, яке довгий час може бути єдиним симптомом. До двох років шви черепа дитини ще не зрослися між собою, тому вони легко розходяться під впливом підвищеного внутрішньочерепного тиску. Ріст у цьому випадку дозволяє дещо компенсувати внутрішньочерепну гіпертензію, створюючи додатковий простір для накопичення спинномозкової рідини.
Якщо діагностику не провели вчасно, мозковий череп продовжує розростатися, у той час, як лицевий череп росте в нормальному темпі, що веде до різкої диспропорції між ними. Лоб ніби нависає над рештою обличчя, очі та вуха візуально розташовані низько. Шви розходяться, велике тім'ячко не пульсує та випинає навіть тоді, коли дитину поставити на ноги. Шкіра скальпу стоншена, синюшна, наявна велика кількість розширених підшкірних вен. При перкусії такого черепа чутно звук, який нагадує постукування по тріснутому горщику (симптом «тріснутого горщика»), а на рентгенограмі його кістки нерівномірно стоншені, набуваючи вигляду битого срібла чи втиснень від пальців. В екстремальних випадках голова може збільшуватися настільки, що дитина нездатна тримати її.
До інших ранніх симптомів належать зміни в поведінці. Дитина часто плаче, неспокійна, вередлива, у неї трясуться підборіддя та верхні кінцівки під час плачу чи купання, вона погано їсть, зригує та блює. Разом ці симптоми описують як синдром підвищеної збудливості. Втім, він є вкрай неспецифічним, може виникати при великій кількості хвороб, часто пов'язаний насамперед з кишковими патологіями. Інколи замість дратівливості можуть проявлятися сонливість, мала активність та байдужість до навколишніх подразників.
При дальшому розвитку виникають окорухові розлади. Очі дитини звернуті донизу (симптом «сонця, що заходить») через параліч погляду вгору, а верхні повіки надмірно підняті (ретракція повік) через стиснення окорухових ядер у ділянці водопроводу середнього мозку. Паралельно може розвиватися стиснення відвідного нерва, через що виникає збіжна косина (обидвоє очей дивляться на ніс). При огляді очного дна можна виявити застійний диск зорового нерва, проте, через вже вище описану компенсацію внутрішньочерепного тиску, яка проявляється ростом голови, ця ознака не є частою. За умов тривалої гідроцефалії виникає атрофія зорового нерва і, як наслідок, порушення зору.
Згодом розвивається пірамідна та екстрапірамідна симптоматика. До пірамідної належить виражена спастичність нижніх кінцівок, гіперрефлексія та наявність патологічних рефлексів. Оскільки кірково-спинномозкові шляхи, які іннервують нижні кінцівки, огинають більшу відстань довкола шлуночків мозку, то вони більше залучаються до патологічного процесу. Таким чином симптоматика виражена більше у нижніх кінцівках. Проте легкі пірамідні прояви наявні і у верхніх кінцівках. У дуже важких випадках може розвиватися псевдобульбарний синдром, який у маленьких дітей проявляється порушенням ковтання та смоктання. До екстрапірамідних симптомів можна віднести тремор та гіперкінези. При тривалому розвитку процесу додається симптоматика з боку мозочка (порушення координації, сидіння, стояння).
Гідроцефалія унеможливлює правильне дозрівання нервової системи. Так, у дітей з гідроцефалією бульбарні рефлекси не зникають у нормальні терміни, що означає, що кора головного мозку не бере на себе контроль за руховою функцією. Виникає інтелектуальний дефіцит: дитина не може вивчити нові навички, втрачає уже набуті. Епілептичні напади хоч і можуть траплятися, але не є надто типовими для клінічної картини гідроцефалії.
До специфічних станів при розширенні третього шлуночка у випадку закритої гідроцефалії, що можуть траплятися у маленьких дітей (але часом і у старших дітей та навіть підлітків), належить «bobble head doll syndrome» (англ. bobble — кивати, качати, англ. head — голова та англ. doll — лялька). У його випадку немовля ритимічно, мимовільно, стереотипно та з частотою 2—3 Гц киває головою з боку в бік (рухи «ні-ні») або вперед-назад (рухи «так-так»).

### Гідроцефалія у дітей 2—10 років
У дітей після 2 років кістки зростаються між собою, відповідно ніякого збільшення голови не відбувається. Клінічно гостра гідроцефалія насамперед проявлятиметься симптомами внутрішньочерепної гіпертензії: головним болем, який посилюється при переході з горизонтального у вертикальне положення, блюванням, запамороченням, нестійкою ходою, сонливістю, застійним диском на очному дні при офтальмоскопії. У деяких рідкісних випадках, шви, що вже почали костеніти, таки можуть розійтися (діастазис шва).
Паралельно розвивається вогнищева неврологічна симптоматика, описана у попередньому розділі: пірамідні спастичні симптоми, особливо на ногах, окорухові та інші стовбурові розлади. До неї додається вогнищева симптоматика, пов'язана з розміщенням первинної патології: пухлина мозочку, що тисне на четвертий шлуночок. окрім ознак гідроцефалії ще й викликатиме мозочкові симптоми, пухлина в ділянці середнього мозку сама по собі викликатиме окорухові порушення. Якщо не лікувати, то надалі можуть виникати різні дислокації мозку, наприклад, скронево-тенторіальне чи мозочкове вклинення: поступово згасають функції стовбура мозку, замість спастичних ознак починають домінувати мляві, виникає ступор або кома, виникають порушення в роботі серцево-судинної та дихальної систем, наступає смерть.
Інакше виглядає хронічна гідроцефалія, чия симптоматика не така яскрава. Погіршується здатність вчитися, виникають розлади пам'яті, навіть мови — загалом психомоторний розвиток сповільнюється. Дитина може бути неспокійною та дратівливою, скаржитися на постійні головні болі. Якщо процес триває довго зоровий нерв може атрофуватися (так звана вторинна атрофія), що веде до втрати зору. При обстеженні можна знайти мало виражені спастичні явища, наприклад, симптом Бабінського на обидвох ногах. Виникають і нейрогормональні порушення, які типові саме для дітей старших, ніж для молодших: гіпотиреоїдизм, затримкою статевого розвитку, гігантизм або карликовість, ожиріння.

### Гідроцефалія у дорослих
Нормотензивна гідроцефалія вважається станом, який типово виникає у старших людей, найчастіше після 60 років. Однак, початок у молодших особин не виключає діагнозу нормотензивної гідроцефалії. При такій гідроцефалії внутрішньочерепний тиск залишається в межах норми, при цьому збільшуються шлуночки та виникають специфічні симптоми. Протікання хвороби та її важкість різниться серед пацієнтів.
Класично така гідроцефалія проявляється тріадою Хакіма: порушенням ходи, нетриманням сечі та деменцією. Ця тріада зустрічається приблизно у половини хворих. Ще у 40 % нормотензивна гідроцефалія проявляється комбінацією двох з трьох вище названих симптомів. Протікання цієї форми гідроцефалії з виникненням лише одного симптому вкрай нечасте. На думку деяких дослідників, ключовим симптомом є порушення ходьби, без цього симптому діагноз нормотензивної гідроцефалії ставити не можна.
Окрім «класичних» симптомів до клінічної картини можуть додаватися головний біль, психічні порушення, сонливість, сексуальна дисфункція, запаморочення. У пацієнтів з нормотензивною гідроцефалією можуть реєструвати збільшену окружність голови. Останнє є підставою для тверджень, що ідіопатична нормотензивна гідроцефалія є вродженою гідроцефалією, яка довгий час протікала безсимптомно.

#### Доброякісна зовнішня гідроцефалія
Під доброякісною зовнішньою гідроцефалією розуміють стан у дітей до 2 років із збільшеним обводом голови та надмірним накопиченням спинномозкової рідини у підпавутинному просторі. Шлуночки при цьому або не збільшені, або помірно збільшені.
Слово «доброякісна» використовується по тій причині, що зазвичай ніякої симптоматики у дітей не виникає, а надмірне накопичення рідини у підпавутинному просторі зникає до 2 років. Єдина постійна ознака, яка супроводжує цю гідроцефалію — збільшений обвід голови. Таким чином, у більшості випадків такий стан не потребує лікування.
Проте, у дітей з доброякісною зовнішньою гідроцефалією описані й інші симптоми: розширення вен шкіри скальпа, випинання великого тім'ячка, блювання, гарячка, епілептичні напади, нетримання голови, затримка моторного розвитку.

## Лікування

### Шунтування
З 50-х років XX-го століття стандартним методом лікування будь-якої форми гідроцефалії була операція шунтування для відновлення руху ліквору. Починаючи з середини 80-х значне місце у лікуванні гідроцефалії стали займати ендоскопічні операції.
Лікування окклюзійної гідроцефалії за допомогою шунтування досить ефективне, однак, за даними різних джерел, ускладнення після цієї операції становлять 40-60 % випадків. При цьому, в залежності від причини, що викликала дисфункцію, весь шунт або його частини мають бути замінені. Як показує досвід, найбільш часто ускладнення, що потребують ревізії шунту, виникають у період від шести місяців до одного року після операції. Більшість пацієнтів, яким проведено шунтування, змушені перенести декілька хірургічних втручань упродовж життя. У будь-якому випадку, як мінімум, слід очікувати двох або більше ревізій — адже дитина зростає. Після шунтування пацієнт стає «шунтозалежним», тобто, все його подальше життя буде залежати від роботи шунту.

### Ускладнення операцій шунтування
- Окклюзія (закупорка) як у [[шлуночковій системі]] головного мозку, так і у черевній порожнині.
- Інфікування шунту, шлуночків головного мозку, мозкових оболон.
- Механічні пошкодження шунту.
- Гіпердренування (швидке скидання ліквору зі шлуночків) часто супроводжується обривом конвексітальних вен й утворенням гематом.
- Гіподренування (повільний відтік зі шлуночків) — операція в такому випадку не має ефекту.
- Розвиток епілептичного синдрому, пролежні органів черевної порожнини тощо.

### Зовнішні операції дренажу
Цей метод виведення ліквору зі шлуночків головного мозку ззовні, застосовується як засіб відчаю, що супроводжується найбільшою кількістю ускладнень, особливо підвищується ризик інфікування.

### Ендоскопічне лікування
У дійсний час ендоскопічне лікування гідроцефалії є пріоритетним напрямком у світовій практиці нейрохірургії. Види оперативних ендоскопічних втручань під час гідроцефалії:
- ендоскопічна вентрикулоцистерностомія дна III шлуночка,
- акведуктопластика,
- вентрикулокистоцистерностомія,
- септостомія,
- ендоскопічне видалення внутрішньошлуночкової пухлини головного мозку,
- ендоскопічна установка системи шунтування.

Решта видів оперативних втручань поки не знайшли широкого застосування у клінічній практиці.

### Ендоскопічна вентрикулоцистерностомія дна III шлуночка
Ця операція знайшла широке застосування та займає близько 80 % нейроендоскопічних операцій під час гідроцефалії. Метою операції є створення шляхів відтоку ліквору з III шлуночка у підпавутинні цистерни головного мозку, через шляхи яких відбувається реабсорбція (всмоктування) ліквору, як у здорової людини.
Показання до операції:
- первинна операція при окклюзійній гідроцефалії з рівнем окклюзії від задніх відділів III шлуночка й дистальніше;
- альтернативна операція при ускладненнях операцій шунтування з видаленням системи шунтування, яку було встановлено раніше (замість операції «ревізії системи шунтування»);
- посттравматична гідроцефалія;
- змішана гідроцефалія (внутрішня та зовнішня);
- операція вибору при видаленні системи шунтування для досягнення шунтонезалежності;

Переваги операції у порівнянні з класичними шунтами:
- операція відновлює фізіологічний відтік ліквору зі шлуночкової системи мозку до базальних цистерн;
- відсутня імплантація чужорідного тіла (системи шунтування) до організму й таким чином виключаються пов'язані з ним проблеми (інфекція, мальфункція, необхідність ревізій);
- значно нижчий ризик гіпердренування та пов'язаних з ним ускладнення (субдуральні гематоми, гідроми тощо);
- менша травматичність операції;
- операція економічно ефективніша для лікувальних закладів;
- покращення якості життя.

Оперативне втручання — фактично єдиний метод боротьби із захворюванням. Медикаментозні методи у більшості випадків можуть лише уповільнити перебіг хвороби, але не усувають першопричину захворювання. У випадку успішної операції вірогідне фактично повне одужання з поверненням до нормального життя.

## Прогноз
Прогноз при гідроцефалії залежить від причини й часу встановлення діагнозу та призначення адекватного лікування. Діти, що отримали лікування, здатні прожити нормальне життя з невеликими, якщо такі взагалі будуть проявлятись, обмеженнями. У деяких випадках може статись порушення функції мовлення. Проблеми з інфекцією шунту можуть потребувати хірургічної ревізії шунту.

## Профілактика
Недопущення інфекційних захворювань матері під час вагітності, крайня обережність при прийомі будь-яких медикаментів під час вагітності та попередження нейроінфекцій в дитинстві. Скринінгова ультразвукове дослідження (УЗД) новонароджених.